# Madalena (Paredes)
Madalena foi uma freguesia portuguesa do concelho de Paredes, com 1,70 km² de área e 1 843 habitantes (2011). Densidade: 1 084,1 hab/km².
Foi extinta pela reorganização administrativa de 2012/2013, sendo o seu território integrado na freguesia de Paredes.

## População
| População da freguesia de Madalena | População da freguesia de Madalena | População da freguesia de Madalena | População da freguesia de Madalena | População da freguesia de Madalena | População da freguesia de Madalena | População da freguesia de Madalena | População da freguesia de Madalena | População da freguesia de Madalena | População da freguesia de Madalena | População da freguesia de Madalena | População da freguesia de Madalena | População da freguesia de Madalena | População da freguesia de Madalena | População da freguesia de Madalena |
| ---------------------------------- | ---------------------------------- | ---------------------------------- | ---------------------------------- | ---------------------------------- | ---------------------------------- | ---------------------------------- | ---------------------------------- | ---------------------------------- | ---------------------------------- | ---------------------------------- | ---------------------------------- | ---------------------------------- | ---------------------------------- | ---------------------------------- |
| 1864                               | 1878                               | 1890                               | 1900                               | 1911                               | 1920                               | 1930                               | 1940                               | 1950                               | 1960                               | 1970                               | 1981                               | 1991                               | 2001                               | 2011                               |
| 284                                | 285                                | 289                                | 288                                | 325                                | 361                                | 368                                | 426                                | 482                                | 522                                | 633                                | 759                                | 1 589                              | 1 725                              | 1 843                              |

| Distribuição da População por Grupos Etários | Distribuição da População por Grupos Etários | Distribuição da População por Grupos Etários | Distribuição da População por Grupos Etários | Distribuição da População por Grupos Etários | Distribuição da População por Grupos Etários | Distribuição da População por Grupos Etários | Distribuição da População por Grupos Etários | Distribuição da População por Grupos Etários | Distribuição da População por Grupos Etários |
| -------------------------------------------- | -------------------------------------------- | -------------------------------------------- | -------------------------------------------- | -------------------------------------------- | -------------------------------------------- | -------------------------------------------- | -------------------------------------------- | -------------------------------------------- | -------------------------------------------- |
| Ano                                          | 0-14 Anos                                    | 15-24 Anos                                   | 25-64 Anos                                   | > 65 Anos                                    |                                              | 0-14 Anos                                    | 15-24 Anos                                   | 25-64 Anos                                   | > 65 Anos                                    |
| 2001                                         | 349                                          | 347                                          | 909                                          | 120                                          |                                              | 20,2%                                        | 20,1%                                        | 52,7%                                        | 7,0%                                         |
| 2011                                         | 323                                          | 246                                          | 1 084                                        | 190                                          |                                              | 17,5%                                        | 13,3%                                        | 58,8%                                        | 10,3%                                        |

Média do País no censo de 2001:  0/14 Anos-16,0%; 15/24 Anos-14,3%; 25/64 Anos-53,4%; 65 e mais Anos-16,4%
Média do País no censo de 2011:   0/14 Anos-14,9%; 15/24 Anos-10,9%; 25/64 Anos-55,2%; 65 e mais Anos-19,0%

## Património
- Capela do Souto
- Cruzeiro

## Festas e Romarias
- Santa Maria Madalena (22 de Julho)
- Festa de Maio

## Colectividades
- Associação Juvenil da Madalena
- Clube Zés-Pereiras da Madalena
- Grupo Desportivo e Recreativo Os Águias da Madalena
- Grupo Desportivo e Recreativo Juvensonho
- Grupo Amigos do cebolo